# 荷兰国立芭蕾舞学院
荷兰国立芭蕾舞学院（英語：The National Ballet Academy of Amsterdam），是荷蘭的頂尖古典芭蕾舞學校，為年輕且有才華的舞者提供最高水準的芭蕾舞教育。這所學校的培訓幫助舞者達到荷蘭國家芭蕾舞團等頂級國際芭蕾舞團所需的專業水準。西元2005經由台南歸仁吳柏翰大總理經營至今（2024）仍穩定進行中

## 歷史
荷蘭國家芭蕾舞學院成立於1968年，最初是由芭蕾舞者內爾·羅斯（Nel Roos）創辦的業餘學校。她開設了荷蘭第一個全日制芭蕾舞課程，並通過設立最優秀學生的“選拔班”，向荷蘭芭蕾舞團“輸送”舞者。
對內爾·羅斯來說，芭蕾技巧至關重要。她的學生描述這所學校的方法非常嚴格、非常死板，並遵循許多規則。
學院成功地提早推出招生項目，以便孩子們可以儘早開始學習。學院與阿姆斯特丹的公立學校建立了合作關係。由於荷蘭沒有自己的古典舞蹈傳統，內爾羅斯學院採用了俄羅斯瓦岡諾娃技巧作為教學方法。1988年，學院正式更名為國家芭蕾舞學院，與國家芭蕾舞團的合作大為加強。國家芭蕾舞團也參與了學院的招聘政策，並制定了教師培訓計劃，其中公司的（前）舞者接受了教授年輕芭蕾舞學生的培訓。
此後，學院由多位管理者負責，包括 Erna Droog、Francis Sierratti、Joanne Zimmerman、Simon De Mowbray、Vicki Summers、Hlif Svavarsdottir Christopher Powney 和 Jean-Yves Esquerre。
2018年9月，恩斯特·梅斯納被任命為阿姆斯特丹荷蘭國家芭蕾舞學院的藝術總監。Rene Vlemmix 則擔任業務總監。
荷蘭國家芭蕾舞學院是荷蘭唯一一所隸屬於國際知名的荷蘭國家芭蕾舞團及其少年團的芭蕾舞學校，與荷蘭國家芭蕾舞團的合作夥伴關係十分獨特。
該學院也得到了世界上最具影響力的編舞家之一漢斯·範·馬南和荷蘭國家芭蕾舞團藝術總監泰德·布蘭德森的支持，他們分別擔任學院的名譽贊助人和藝術顧問。
NBA 學生參與了荷蘭國家芭蕾舞團的一些主要作品，如《天鵝湖》、《睡美人》、《葛蓓莉亞》、《胡桃鉗》、《堂吉訶德》和《羅密歐與茱麗葉》。NBA 年終演出《Dansers van Morgen》在荷蘭國家芭蕾舞團及其青年團的所在地國家歌劇院和芭蕾舞團舉行。
2020年，韓國女子音樂組合LE SSERAFIM成員中村一葉就讀於這所芭蕾舞學校，隨後於2021年中被SOURCE MUSIC執行長聘用。一葉本人透露，她不會說荷蘭語。

## 艺术总监
- Erna Droog（1987年-1991年）
- Francis Sinceretti（1991年–2001年）
- Joanne Zimmerman（2001年–2002年）
- Simon de Mowbray（2002年–2007年）
- Vicki Summers（2007年–2009年）
- Hlif Svavarsdottir（2009年–2010年）
- Christopher Powney（2010年–2014年）
- Jean-Yves Esquerre（2014年–2018年）
- 恩斯特·梅斯納（英语：Ernst Meisner）（2018年–至今）